# コレット・ベッソン
コレット・ベッソン（Colette Besson、1946年4月7日 - 2005年8月9日）は、フランスの陸上競技選手。シャラント＝マリティーム県サン＝ジョルジュ＝ド＝ディドンヌ生まれ。1968年メキシコシティーオリンピックの金メダリストである。

## 経歴
ベッソンは16歳で陸上をはじめ、18歳の時の200mの記録は25秒03というものであった。1968年にはメキシコオリンピックに出場。女子400mにエントリーした。この種目はイギリスのリリアン・ボードが優勝候補の最右翼であった。一方ベッソンは無名であった。予選を突破し決勝に進出したのも意外と思われていた。決勝では、第4コーナーを回り直線に入ったところでボードがリード、ベッソンは5位であった。ここからベッソンは驚異的な伸びを見せ、最後はボードを0秒1かわして大番狂わせの金メダルを獲得。52秒03の優勝タイムは自己ベストを1秒8も更新するものであった。
翌1969年のヨーロッパ選手権では、400mの決勝で51秒7の世界記録を出す。しかし、同じフランスのニコル・デュクロと同タイムとなり、写真判定の結果銀メダルに終わった。さらに4×400mリレーには、世界記録を出したデュクロとともに出場。アンカーのベッソンはイギリスのアンカーのボードとの激戦の末3分30秒8の同タイムとなり、この種目も写真判定の結果銀メダルに終わり、ベッソンはボードにオリンピックの雪辱を果たされた。
ベッソンは、その後主だった成績を残すことなく1977年に現役を引退。引退後は夫とともに、トーゴにおいて陸上のコーチ、その後、国内でマルティニーク、タヒチ、レユニオンとパリにおいて指導に当たった。

## 主な実績
| 年   | 大会                     | 場所                         | 種目         | 結果 | 記録     |
| ---- | ------------------------ | ---------------------------- | ------------ | ---- | -------- |
| 1968 | オリンピック             | メキシコシティ(メキシコ)     | 400m         | 1位  | 52秒0    |
| 1969 | ヨーロッパ室内陸上選手権 | ベオグラード(ユーゴスラビア) | 400m         | 1位  | 54秒0    |
| 1969 | ヨーロッパ陸上選手権     | アテネ(ギリシャ)             | 400m         | 2位  | 51秒7    |
| 1969 | ヨーロッパ陸上選手権     | アテネ(ギリシャ)             | 4×400mリレー | 2位  | 3分30秒8 |
| 1970 | ヨーロッパ室内陸上選手権 | ウィーン(オーストリア)       | 400m         | 3位  | 53秒63   |
| 1971 | ヨーロッパ陸上選手権     | ヘルシンキ(フィンランド)     | 400m         | 7位  | 53秒7    |
| 1972 | オリンピック             | ミュンヘン(西ドイツ)         | 4×400mリレー | 4位  | 3分27秒5 |